# Medvjeđi urlikavac
Medvjeđi urlikavac (lat. Alouatta arctoidea) je vrsta primata iz porodice hvataša. Rasprostranjen je u Kolumbiji, a možda i u Venecueli. Ponekad se smatra podvrstom venecuelanskog crvenog urlikavca, te ga nazivaju Alouatta seniculus arctoidea. Staništa su mu ljanosi (ravnice), listopadnim i galerijskim šumama. 

## Način života
Živi u skupinama između 2 i 16 životinja, ali najčešće ih je između 4 i 10. Hrani se lišćem, folivoran je, te su njegovi kutnjaci posebno prilagođeni ovakvom načinu prehrane. Ipak, ponekad zna jesti i druge biljne dijelove. Oko 70% dana provodi ležeći ili sjedeći među granama. 